# Endeavour (Yacht)

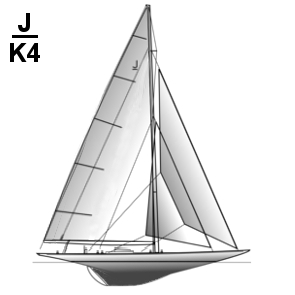
Riss der Endeavour

Die Endeavour ist eine Segeljacht, die für den britischen Flugzeugkonstrukteur und Regatta-Segler Thomas Sopwith gebaut wurde. Mit ihr versuchte Sopwith 1934 als Herausforderer („challenger“) den America’s Cup zu gewinnen. Die Endeavour und ihr Nachfolger Endeavour II gehörten zur J-Klasse. Beide Boote wurde von den US-amerikanischen Verteidigern geschlagen, 1934 von der Rainbow mit 3:2 und 1937 von der Ranger mit 4:0.
1934 war der Sieg der US-Amerikaner sehr knapp und äußerst umstritten, da die Regelauslegung einseitig zugunsten der Verteidigeryacht Rainbow erfolgte. Man sprach damals von Regelbeugung. Kein Herausforderer war bis zu diesem Zeitpunkt so nah am Gewinn der „bodenlosen Kanne“ gewesen. Die Zeitungen titelten: „Britannia rules the waves and America waives the rules.“ (Großbritannien beherrscht die Meere, und Amerika verzichtet auf die Regeln.) Dieses Ereignis veranlasste den amerikanischen America’s-Cup-Titelverteidiger („defender“) Harold S. Vanderbilt, 1934 die ersten Wettfahrtregeln zu formulieren, die in ihren Grundstrukturen bis heute gültig sind.
Als Begleitschiff für die Atlantiküberquerung 1934 setzte Sopwith die Yacht Vita ein.
Die Endeavour hat eine sehr wechselvolle Geschichte. Sie wurde 1938 stillgelegt, nachdem sie während des America’s Cup 1937 noch als Trainingsboot für die Endeavour II gedient hatte. Nachfolgend wechselte sie mehrfach ihren Besitzer, ohne jemals wieder zu segeln. Zwischen den Jahren 1984 und 1988 wurde sie unter der Leitung der damaligen US-amerikanischen Eignerin Elizabeth Meyer restauriert, nachdem nur noch Teile des Rumpfes erhalten waren. 2001 fand eine Grundüberholung statt. Der heutige Eigner ist der US-Amerikaner L. Dennis Kozlowski.

## Technische Daten
|                          | Endeavour                                                       |
| ------------------------ | --------------------------------------------------------------- |
| Designer                 | Charles E. Nicholson und Frank Murdoch                          |
| Segelnummer              | J K4                                                            |
| Ursprünglicher Jachtclub | Royal Yacht Squadron                                            |
| Verdrängung              | 143,1 tons (129,8 t) zzgl. 80 tons (72,5 t) Bleigewicht im Kiel |
| Masthöhe                 | 46,47 m                                                         |
| Baumlänge                | 18,95 m                                                         |